# Алгебрична геометрія

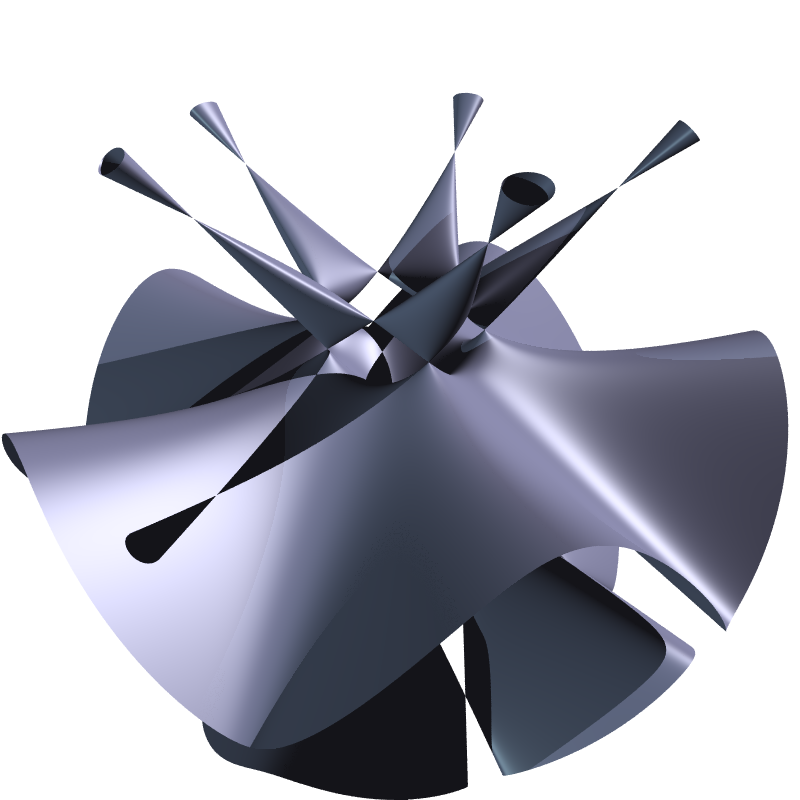
Поверхня Тольятті — алгебрична поверхня, задана рівнянням п'ятого степеня. Названа на честь Еудженіо Тольятті.

Алгебрична геометрія — розділ математики, який об'єднує абстрактну алгебру з геометрією. Головним предметом вивчення класичної алгебричної геометрії, а також в широкому сенсі і сучасної алгебричної геометрії, є множини розв'язків систем рівнянь, що задаються многочленами.
Алгебрична геометрія зобов'язана своєю появою потребам теорії абелевих інтегралів, в якій були отримані чудові результати, що стосуються алгебричних кривих і мають суто геометричний смисл. Наприклад, використовуючи інтеграли першого роду, Герман Шварц довів, що крива, що допускає неперервну групу біраціональних перетворень у себе, біраціонально еквівалентна або прямій або еліптичній кривій.
Основний об'єкт вивчення алгебричної геометрії — алгебричні многовиди, тобто геометричні об'єкти, задані як множини розв'язків систем алгебричних рівнянь. Найкраще вивчені алгебричні криві: прямі, конічні перерізи, кубики (такі як еліптична крива) і криві більш високих порядків (приклади таких кривих — лемніскати). Базові питання теорії алгебричних кривих стосуються вивчення спеціальних точок на кривій, таких як особливі точки або точки перегину. Більш розвинені питання стосуються топології кривих і відношень між кривими, заданими диференціальними рівняннями.
Сучасна алгебрична геометрія має множинні взаємозв'язки з різними галузями математики, такими як комплексний аналіз, топологія або теорія чисел. Вивчення конкретних систем рівнянь з декількома змінними призвело до розуміння важливості дослідження загальних внутрішніх властивостей множин розв'язків довільної системи алгебричних рівнянь і, як наслідок, до глибоких результатів у багатьох розділах математики.
У XX столітті алгебрична геометрія розділилася на декілька (взаємопов'язаних) дисциплін:
- Основний напрямок алгебричної геометрії — вивчення властивостей алгебричних многовидів над алгебрично замкненим полем (зокрема, над полем комплексних чисел).
- Вивчення алгебричних многовидів над алгебричним числовим полем (або навіть над кільцем) — предмет арифметичної (або діофантової) геометрії, розділу алгебричної теорії чисел.
- Вивченням дійсних точок комплексного многовиду займається дійсна алгебрична геометрія.
- Велика частина теорії особливостей належить до вивчення особливостей алгебричних многовидів.
- На перетині алгебричної геометрії і комп'ютерної алгебри лежить обчислювальна алгебрична геометрія. Її основне завдання — створення алгоритмів і програмного забезпечення для вивчення властивостей явно заданих алгебричних многовидів.

Основний потік досліджень в алгебричній геометрії XX століття йшов за активного використання понять загальної алгебри, з акцентом на «внутрішніх» властивостях алгебричних многовидів, що не залежать від конкретного способу вкладення многовиду в деякий простір. Ключовим досягненням стала теорія схем Александра Гротендіка, що дозволила застосувати теорію пучків до дослідження алгебричних многовидів методами, подібних до вивчення диференційовних і комплексних многовидів. Це дало поштовх до розширення поняття точки: в класичній геометрії точку афінного многовиду можна було визначити як максимальний ідеал координатного кільця, тоді як всі точки відповідної афінної схеми є простими ідеалами цього кільця. Точку такої схеми можна розглядати і як звичайну точку, і як підмноговид, що дозволило уніфікувати мову та інструменти класичної геометрії. Доведення Великої теореми Ферма Ендрю Вайлсом стало одним з найяскравіших прикладів потужності такого підходу.

## Історія

### Передісторія: до XIX століття
Ознаки зародження алгебричної геометрії можна знайти ще в роботах греків V століття до н. е. Наприклад, проблема подвоєння куба зводиться до побудови куба, об'єм якого дорівнює обсягу «ящика» {\displaystyle a\times a\times b} для даних a і b, Менехм інтерпретував цю задачу геометрично як побудову перетину двох коник: ay = x2 і xy = ab. В більш пізніх працях Архімеда і Аполлонія конічні перетини вивчаються більш систематично, зокрема з використанням координат. Арабські математики знали способи розв'язування певних кубічних рівнянь і могли проінтерпретувати отримані результати геометрично. Перський математик Омар Хаям (XI століття) відкрив спосіб розв'язування загального кубічного рівняння за допомогою перетину кола і параболи.
Французькі математики Франсуа Вієт і, пізніше, Рене Декарт і П'єр Ферма кардинально змінили способи геометричних побудов, створивши аналітичну геометрію. Їх основні цілі полягали у вивченні алгебричних кривих, таких як криві, задані діофантовими рівняннями (у разі Ферма), коніки і кубики (у разі Декарта). Приблизно в той самий період, Паскаль і Дезарг підійшли до проблеми з іншого боку, розвинувши проективну геометрію. Вони також досліджували властивості кривих, але тільки з геометричної точки зору, використовуючи побудови циркулем і лінійкою. Зрештою, аналітична геометрія, взяла верх над цим підходом, оскільки забезпечувала математиків XVIII століття конкретними обчислювальними інструментами, що дозволяють розв'язувати фізичні задачі з використанням нового аналізу. В результаті, до кінця XVIII століття використання алгебричних методів у геометрії зводилося до використання числення нескінченно малих (зокрема, його активно використовували Ейлер і Лагранж).

### XIX століття
У XIX столітті розвиток неевклідової геометрії й теорії абелевих інтегралів сприяло поверненню алгебричних ідей в геометрію. Келі вперше досліджував однорідні многочлени на проективному просторі, зокрема, квадратичні форми. Пізніше Фелікс Кляйн досліджував проективну геометрію (як і інші розділи геометрії) з точки зору, що геометрія простору задається групою його перетворень. До кінця XIX століття геометри вивчали не тільки проективні лінійні перетворення, але і біраціональні перетворення більш високого степеня.
Розвиток теорії абелевих інтегралів привів Бернхарда Рімана до створення теорії ріманових многовидів. Використовуючи інтеграли першого роду, Герман Шварц довів, що крива, яка допускає безперервну групу біраціональних перетворень у себе, біраціонально еквівалентна прямій або еліптичній кривій. Алгебрична геометрія другої половини XIX століття представлена, головним чином, італійською школою від Кремони до Енріквеса.
У цей період почалася алгебризація геометрії з використанням комутативно алгебри: зокрема, Давід Гільберт довів свої теореми про базис і про нулі.

### XX століття
Ідеї побудови алгебричної геометрії на основі комутативної алгебри, що інтенсивно розвивалася в 30-х і 40-х роках XX століття, сходять до О. Зариського і А. Вейля. Однією з їхніх цілей було доведення результатів італійської школи: італійські геометри того періоду використовували в доведеннях поняття «загальної точки», без якого-небудь суворого її визначення.
У 1950-х і 60-х роках Жан-П'єр Серр і Александр Гротендік повністю переробили основи алгебричної геометрії за допомогою технік теорії пучків, теорії схем і гомологічної алгебри. У 1970-х розвиток дещо стабілізувався, було знайдено застосування в теорії чисел і до більш класичних питань алгебричної геометрії: вивчення особливостей і модулів.
Важливий клас алгебричних многовидів, які складно описати за допомогою одних тільки визначальних рівнянь — абелеві многовиди. Основний їх приклад — еліптичні криві, які мають дуже широку теорію. Вони стали інструментом доведення Великої теореми Ферма і використовуються в еліптичній криптографії.

## Основні поняття

### Афінні многовиди
Перш за все треба зафіксувати основне поле k. У класичній алгебричній геометрії, як правило, використовується поле комплексних чисел, проте багато результатів залишаються правильними для будь-якого алгебрично замкнутого поля (в подальшому викладі мається на увазі алгебрична замкненість). Розглянемо n-вимірний афінний простір {\displaystyle \mathbb {A} ^{n}} (Причина, з якої розглядають не векторний простір над k, полягає в тому, щоб підкреслити незалежність властивостей многовиду від структури векторного простору. Елементи основного простору розглядаються як точки, а не як вектори). Зафіксуємо в афінному просторі який-небудь базис (зокрема, виберемо початок координат). Тоді кожному сімейству S многочленів з кільця k[x1,…,xn] можна зіставити множину V(S) точок, координати яких задовольняють всім многочленам з множини:
{\displaystyle V(S)=\{(t_{1},\dots ,t_{n})\,|\,\forall p\in S:p(t_{1},\dots ,t_{n})=0\}.}
Насправді, властивість функції бути поліноміальною не залежить від вибору базису, тому можна говорити просто про поліноміальні функції на {\displaystyle \mathbb {A} ^{n}} і про множину спільних нулів сімейства таких функцій. Множини, які можна подати у вигляді V(S), називаються алгебричними множинами.
Будь-якій підмножині афінного простору U можна зіставити множину I(U) многочленів, рівних нулю у всіх точках цієї множини. Неважко перевірити, що ця множина є ідеалом у кільці многочленів. Виникають два природні питання:
- Для яких U виконується U = V(I(U))?
- Для яких множин многочленів S виконується S = I(V(S))?

Очевидно, що для виконання першої рівності необхідно, щоб U було алгебричною множиною; неважко також перевірити, що ця умова достатня. Пошук відповіді на друге питання викликає великі труднощі, Давидом Гільбертом була доведена відома теорема Гільберта про нулі, згідно з якою I(V(S)) збігається з радикалом ідеалу в кільці многочленів, породженого елементами S; це означає, що існує бієктивна відповідність між алгебричними множинами і радикальними ідеалами кільця многочленів. Теорема Гільберта про базис стверджує, що всі ідеали в кільці многочленів є скінченнопородженими, тобто будь-яку алгебричну множину можна задати скінченним числом рівнянь.
Алгебрична множина називається незвідною, якщо її не можна подати у вигляді об'єднання двох менших алгебричних множин. Афінний алгебричний многовид — це незвідна алгебрична множина; алгебричною мовою афінним многовидам відповідають прості ідеали кільця многочленів. Будь-яку алгебричну множину можна подати у вигляді об'єднання скінченного числа алгебричних многовидів (жодний з яких не є підмножиною іншого), і притому єдиним чином.
Деякі автори не проводять термінологічного розрізнення між «алгебричними множинами» і «алгебричними многовидами» і замість цього використовують термін «незвідна алгебрична множина» (або «незвідний многовид»).

### Регулярні функції
Регулярна функція на алгебричній множині {\displaystyle V\subset \mathbb {A} ^{n}} — це функція, яка є обмеженням на V деякої поліноміальної функції. Регулярні функції на V утворюють кільце k[V], зване координатним кільцем цієї множини. Це кільце ізоморфне факторкільцю кільця многочленів з I(V) (дійсно, якщо f і g мають одне і те ж обмеження на V, то f − g належить I(V).
Природним чином визначаються регулярні відображення між алгебричними множинами. А саме, регулярне відображення {\displaystyle f:X\to \mathbb {A} ^{n}} має вигляд {\displaystyle (f_{1},f_{2},\ldots f_{n})}, де {\displaystyle f_{i}} — регулярні функції. Регулярне відображення в алгебричну множину {\displaystyle Y\in \mathbb {A} _{n}} — це регулярна функція {\displaystyle f:X\to \mathbb {A} ^{n}}, така що {\displaystyle f(X)\subseteq Y}.
Якщо задано регулярне відображення {\displaystyle f:X\to Y}, будь регулярної функції {\displaystyle \varphi :Y\to \mathbb {A} ^{1}} можна зіставити регулярну функцію на {\displaystyle f^{*}\varphi :X\to \mathbb {A} ^{1}} за правилом {\displaystyle f^{*}\varphi =\varphi \circ f}. Відображення {\displaystyle \varphi \mapsto \varphi \circ f} є гомоморфізмом кілець {\displaystyle f^{*}:k[Y]\to k[X]}так само і кожен гомоморфізм координатних кілець визначає регулярне відображення алгебричних множин (у зворотному напрямку). З цих відповідностей можна вивести, що категорія алгебричних множин (морфізми якої — регулярні функції) двоїста категорії скінечннопороджених k-алгебр без нільпотентів. Виявлення цієї еквівалентності стало початковою точкою теорії схем.

### Раціональні функції
На відміну від попереднього пункту, тут буде розглянуто тільки (незвідні) алгебричні многовиди. З іншого боку, ці визначення можна поширити на проективні многовиди.
Якщо V — афінний многовид, його координатне кільце цілісне, і отже, має поле часток. Це поле позначається k(V) і називається полем раціональних функцій на V. Область визначення раціональної функції не обов'язково дорівнює всьому V, а дорівнює доповненню множини, на якій її знаменник дорівнює нулю. Аналогічно випадку регулярних функцій визначається раціональне відображення між многовидами, аналогічно, раціональні відображення взаємно-однозначно відповідають гомоморфізмам полів раціональних функцій.
Два афінні многовиди називаються біраціонально еквівалентними, якщо існують два раціональних відображення між ними, які взаємно обернені на областях визначення (еквівалентно, поля раціональних функцій цих многовидів ізоморфні).
Афінний многовид називається раціональним многовидом, якщо він біраціонально еквівалентний афінному простору. Іншими словами, його можна раціонально параметризувати. Наприклад, одиничне коло є раціональною кривою, оскільки існують функції
{\displaystyle x={\frac {2\,t}{1+t^{2}}}}
{\displaystyle y={\frac {1-t^{2}}{1+t^{2}}}\,,}
які задають раціональне відображення з прямої в коло. Можна перевірити, що й зворотне відображення раціональне (див. також Стереографічна проєкція).

### Схеми
В кінці 1950-х років Олександр Гротендік дав визначення схеми, що узагальнює поняття алгебричного многовиду. Афінна схема — це спектр деякого кільця (в класичній геометрії — кільця многочленів) разом з пучком кілець на ньому (кожній відкритій множині зіставляються раціональні функції, визначені в кожній точці множини). Афінні схеми утворюють категорію, яка двоїста категорії комутативних кілець, це розширює двоїстість алгебричних множин та алгебри без нільпотентів. Загальні схеми є результатом об'єднання кількох афінних схем (як топологічних просторів з топологією Зариського).

## Дійсна алгебрична геометрія
Дійсна алгебрична геометрія — вивчення дійсних алгебричних множин, тобто дійсних розв'язків алгебричних рівнянь з дійсними коефіцієнтами та відображень між ними.
Напівалгебрична геометрія — вивчення напівалгебричних множин, тобто множин дійсних розв'язків алгебричних рівнянь і нерівностей з дійсними коефіцієнтами, а також відображень між ними.

## Обчислювальна алгебрична геометрія

### Базис Грьобнера
Базис Грьобнера — це система елементів, що породжують даний ідеал у кільці многочленів над полем (не обов'язково алгебрично замкнутим); обчислення базису Грьобнера дозволяє визначити деякі властивості алгебричної множини V, визначеної цим ідеалом у алгебрично замкнутому розширенні (наприклад, система рівнянь з дійсними коефіцієнтами природним чином визначає множину комплексних чисел, що задовольняють всім рівнянням).
- V порожня (в алгебрично замкнутому розширенні початкового поля) тоді і тільки тоді, коли базис Грьобнера складається з однієї одиниці.
- Ряди Гільберта дозволяють обчислити розмірність многовиду V.
- Якщо розмірність дорівнює нулю, існує спосіб обчислити кількість (завжди скінченну) точок многовиду.
- Для даного раціонального відображення V в інший алгебричний многовид базис Грьобнера дозволяє обчислити замикання образу V (в топології Зариського) та критичні точки відображення.

Інформації про базис Грьобнера недостатньо для обчислення розкладу цієї множини на незвідні компоненти, проте існують алгоритми розв'язувння цієї задачі, що використовують зокрема і його.
У деяких випадках обчислення базису Грьобнера є досить складним: у гіршому випадку він може містити многочлени, степінь яких залежить як подвійна експонента (вираз виду {\displaystyle a^{b^{x}}}) від числа змінних у кільці многочленів; число елементів базису може зростати з тією ж швидкістю. Втім, це верхня межа складності, і в багатьох випадках за допомогою цих алгоритмів можна працювати з кільцями многочленів від декількох десятків змінних.

## Застосування
Алгебрична геометрія знаходить застосування в статистиці, теорії управління, робототехніці, теорії кодів, що виправляють помилки і моделюванні. Відомі також застосування в теорії струн, теорії солітонів, теорії ігор і теорії парувань.

## Навчальні матеріали
- Юрій Дрозд (2001), Вступ до алгебричної геометрії [Архівовано 22 травня 2011 у Wayback Machine.], Київський Університет імені Тараса Шевченка (Курс лекцій). (укр.)
- Юрій Дрозд (2001), Алгебрична геометрія і її застосування [Архівовано 22 травня 2011 у Wayback Machine.], Київський Університет імені Тараса Шевченка (Курс лекцій). (укр.)

Юрій Дрозд (Інститут математики НАН України), курс відео лекцій (укр.)
- Вступ до алгебричної геометрії (Лекція 1) на YouTube
- Вступ до алгебричної геометрії (Лекція 2) на YouTube
- Вступ до алгебричної геометрії (Лекція 3) на YouTube
- Вступ до алгебричної геометрії (Лекція 4) на YouTube
- Вступ до алгебричної геометрії (Лекція 5) на YouTube
- Вступ до алгебричної геометрії (Лекція 6) на YouTube
- Вступ до алгебричної геометрії (Лекція 7) на YouTube
- Вступ до алгебричної геометрії (Лекція 8) на YouTube
- Вступ до алгебричної геометрії (Лекція 9) на YouTube
- Вступ до алгебричної геометрії (Лекція 10) на YouTube
- Вступ до алгебричної геометрії (Лекція 11) на YouTube
- Вступ до алгебричної геометрії (Лекція 12) на YouTube
- Вступ до алгебричної геометрії (Лекція 13) на YouTube
- Вступ до алгебричної геометрії (Лекція 14) на YouTube
- Вступ до алгебричної геометрії (Лекція 15) на YouTube
- Вступ до алгебричної геометрії (Лекція 16) на YouTube
- Вступ до алгебричної геометрії (Лекція 17) на YouTube
- Вступ до алгебричної геометрії (Лекція 18) на YouTube
- Вступ до алгебричної геометрії (Лекція 19) на YouTube